# Schloss Söldenau
Schloss Söldenau ist ein aus einer Wasserburg entstandenes Schloss im Ortsteil Söldenau von Ortenburg in Bayern (Deutschland). Als Hofmarkschloss war es Herrensitz der Hofmark Söldenau und gehörte meist den Grafen von Ortenburg. Die Anlage ist als Baudenkmal unter der Aktennummer D-2-75-138-131 geführt. „Untertägige mittelalterliche und frühneuzeitliche Befunde und Funde im Bereich der ehem. Burg und des späteren Wasserschlosses Söldenau“ werden zudem als Bodendenkmal unter der Aktennummer D-2-7445-0131 geführt.

## Geschichte
Die Vierflügelanlage erscheint 1323 erstmals urkundlich unter Schweiker I. Tuschl, Ritter von Söldenau. Es wird angenommen, dass die Burganlage 1320 von ihm errichtet wurde.
Der ursprüngliche Name der Burg war Säldenau und basiert auf dem Wort Sälde, was Glück oder Glücksau bedeutet. Nach Söldenau wurde auch die heutige Saldenburg benannt, welche ebenso von den Rittern Tuschl 1368 errichtet wurde. Im Jahre 1397 starb das Geschlecht der Tuschl aus, Söldenau war jedoch bereits zuvor aus ihrem Besitz gelangt.
Im Testament Heinrich Tuschls wird 1376 bestimmt, dass die Schlossanlage mitsamt anderen Gütern zu Bergheim und Pöring an Protzk von Wolfenberg und Wilhelm und Stefan die Mautner zu Katzenberg fallen. Diese veräußerten am 21. Dezember 1378 diese Besitzungen an die bayerischen Herzöge Otto, Stephan, Friedrich und Johann. Die bayerischen Herzöge wurden in Söldenau damit Lehensträger der Grafen von Ortenburg. Am 12. Oktober 1389 erwarb Ulrich der Ekker die Festen Söldenau und Rainding für 15.100 fl (= Gulden). Schon am 20. Januar 1413 veräußerten seine Erben Söldenau an den Ritter Georg Aichberger zu Moos.
Bereits 1426 kam es zu einem Erbstreit um die Güter. Graf Heinrich V. von Ortenburg hatte Ursula von Ecker zu Saldenburg geheiratet und stritt nach dem Tod seines Schwiegervaters um dessen Erbe. Dabei ging es nicht nur um Söldenau, sondern auch um Güter um Saldenburg und Rainding. Der erste Schlichtspruch Herzog Johanns III. von Niederbayern-Straubing, worin Heinrich ein Viertel des Erbes zugesprochen bekam, blieb erfolglos. Ein weiterer Versuch Herzog Heinrichs XVI. im Jahre 1442 scheiterte ebenso. Erst 1445 wurde der Streit beigelegt, indem die Gebiete um Saldenburg an den bayerischen Herzog verkauft wurden.
Die Aichberger blieben bis zu ihrem Aussterben im Jahre 1511 in Besitz der Söldenau. Es wird angenommen, dass die Burganlage im Landshuter Erbfolgekrieg im Jahre 1504 wie das nahegelegene Ortenburg gebrandschatzt wurde. Graf Ulrich II. von Ortenburg erbte 1511 die Hofmark durch seine Heirat mit Veronika von Aichberg. In der Folgezeit wurde um das Erbe der Aichberger gestritten, welches nicht nur Söldenau, sondern auch die Grafschaft Hals, sowie die Burgen und Herrschaften Moos, Söldenau und Saldenburg, und großen Schulden umfasste. Der Konflikt zog sich bis ins Jahre 1517, als Herzog Ludwig X. von Bayern eingriff. Dieser erwarb die Grafschaft Hals und beglich damit die Schulden. Die restlichen Güter wurden daraufhin unter den Erben aufgeteilt. Ulrich bekam dabei die Burgen Saldenburg und Söldenau samt den dazugehörigen Hofmarken zugesprochen.
1799 fand aufgrund von Baufälligkeit ein großer Umbau statt, wobei die Schlossgebäude in eine reine Brauerei umgewandelt wurden. Graf Joseph Carl vertauschte am 14. August 1805 die Reichsgrafschaft und alle bayerischen Besitzungen der Grafen, darunter Söldenau, gegen das aus Säkularisationsgütern stammende Klosteramt Tambach.
Das Schloss war bis in die Mitte der 1990er Jahre noch bewohnt. Teile der Schlossanlage wurden bisher nach und nach renoviert, jedoch sind weiterhin Großteile des Schlosses renovierungsbedürftig. Die Schlossanlage befindet sich in Privatbesitz und ist nicht für die Öffentlichkeit zugänglich.

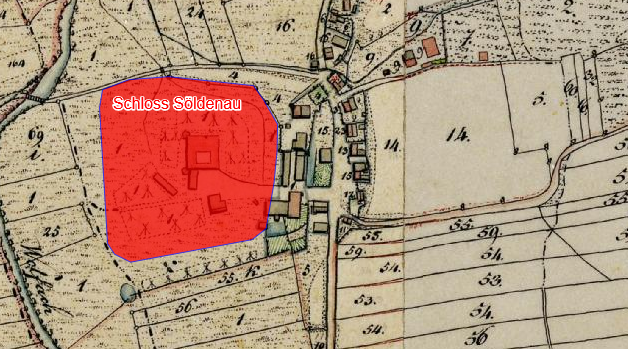
Schloss Söldenau auf dem Urkataster von Bayern

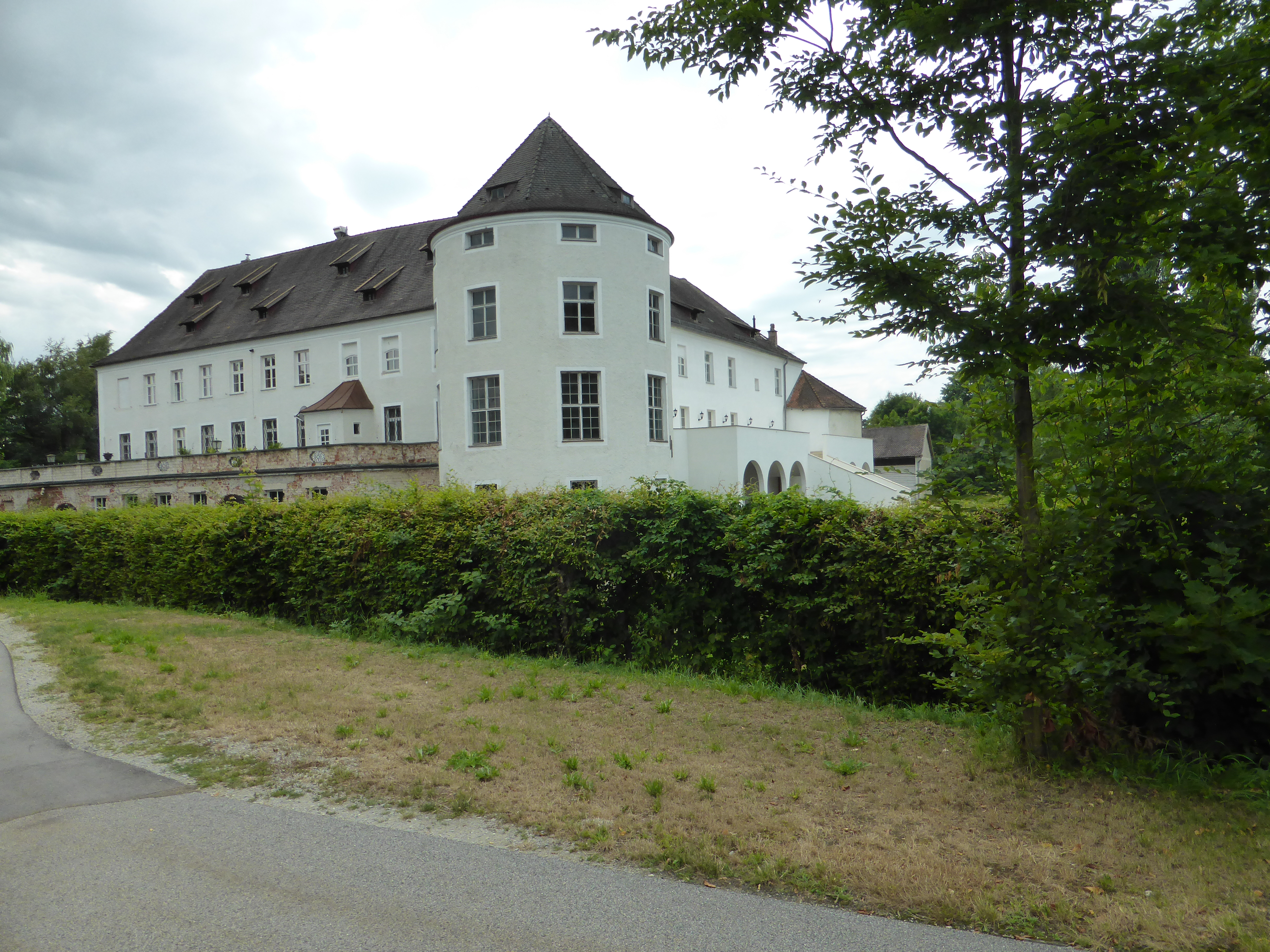
Schloss Söldenau (2022)

## Baubeschreibung
Schloss Söldenau ist ein ursprüngliches Wasserschloss, das von allen Seiten von zwei Wassergräben umgeben war. Für die Anlage wurde die nahe Wolfach umgeleitet. Heute sind die sogenannten Schlossweiher eingeebnet. Auf der Fläche befinden sich heute unter anderem der Parkplatz der Freiwilligen Feuerwehr Söldenau und ein Übergang zur schlossgehörigen Brauerei.
Das heutige Bauwerk ist eine Vierflügelanlage aus der Zeit der Renaissance, welche im Kern mittelalterlichen Ursprungs ist. Das Schloss hat 45 Zimmer und eine Grundfläche von etwa 2000 Quadratmeter. Das umfangreiche Grundstück der Anlage umfasst rund 8000 Quadratmeter.

## Brauerei
Im Schloss befand sich seit 1577 eine Brauerei, welche wahrscheinlich auf Graf Ulrich III. von Ortenburg zurückgeht. Sie wurde wohl aufgrund der finanziellen Schwierigkeiten der Grafenfamilie im Zusammenhang mit der Einführung der Reformation in der Reichsgrafschaft Ortenburg gegründet. Mit dem Tausch der Güter kam die Brauerei in Besitz des bayerischen Königreiches und wurde mitsamt dem Schloss verkauft. Im Jahre 1992 wurden die Brauerei und die Markenrechte an die Arcobräu Gräfliches Brauhaus GmbH & Co. KG in Moos verkauft. Der Braubetrieb wurde daraufhin eingestellt, in Teilen der ehemaligen Brauerei hinter dem Schloss ist nun die Firma SBS Getränkehandel GmbH & Co. KG untergebracht. Das Bier wird immer noch unter der Marke Söldenau verkauft, obwohl es mittlerweile in einem externen Betrieb produziert wird.